# Iacopo Poncarale
Iacopo Poncarale, o Giacomo Poncarali (fine del XII secolo – inizio del XIII secolo), è stato un politico italiano.

## Attività politica
Proveniente da una nobile famiglia medievale di Brescia, i Poncarale, nel 1200 rivestì la carica di podestà di Brescia, insieme ai conti Alberto I Casaloldo e Narisio da Montichiari.
Era accaduto che nello stesso anno il conte Narisio, dopo aver fondato un partito politico di popolo detto “Società di San Faustino”, fu creato podestà e bandì da Brescia i suoi avversari del partito intransigente, cioè gli aristocratici, che nel frattempo avevano formato la societas militum. Il conte Narisio associò così al potere il Casaloldo e Iacopo Poncarale, costituendo così una sorta di triumvirato, in cui ognuno dei tre aveva la carica di podestà.
Nel 1211 il conte Alberto Casaloldo fu l'anima di una violenta sommossa popolare, che il giorno dei Santi Faustino e Giovita espulse dalla città di Brescia alcune fra le maggiori consorterie militari moderate, Iacopo Confalonieri e il vicario dell'imperatore Ottone IV, distruggendone le case e le torri – 15 febbraio 1211 -.
I vincitori elessero un nuovo podestà, Guglielmo da Lendinara; ma i capi effettivi del nuovo governo furono di nuovo Iacopo Poncarale, il Casaloldo e Narisio di Montichiari, che per un paio d'anni si atteggiarono a capipopolo e assunsero periodicamente e contemporaneamente ognuno il titolo di podestà. Furono loro a giurare, tra il marzo 1211 e l'ottobre 1212, gli accordi tra Brescia e la lega di città con a capo il comune di Cremona – Verona, Pavia, Ferrara, Mantova, i marchesi Estensi e i conti Sambonifacio -: erano chiari sia la netta apertura ai cremonesi, ma anche a Federico II di Svevia, rivale di Ottone IV, e al pontefice, sia il distacco da Milano.
Giacomo è anche segnalato podestà a Mantova nel 1211.